# Brownsville (Oregon)
Pour les articles homonymes, voir Brownsville.
Brownsville est une ville américaine située dans l'État de l'Oregon et dans le comté de Linn.

## Démographie
Au recensement de 2010, sa population était de 1 668 habitants dont 639 ménages et 461 familles résidentes. La densité de population était de 480,6 hab/km2
La répartition ethnique était de 93,8 % d'Euro-Américains et 6,2 % d'autres races.
En 2000, le revenu moyen par habitant était de 15 272 dollars avec  8,8 % vivant sous le seuil de pauvreté.

## Source
- (en) Cet article est partiellement ou en totalité issu de l’article de Wikipédia en anglais intitulé « Brownsville, Oregon » (voir la liste des auteurs).